# Famars
Famars település Franciaországban, Nord megyében. Lakosainak száma 2459 fő (2022. január 1.). Famars Aulnoy-lez-Valenciennes, Trith-Saint-Léger, Artres, Maing és Quérénaing községekkel határos.

## Népesség
A település népességének változása:
| Lakosok száma | 2474 | 2488 | 2575 | 2517 | 2531 | 2545 | 2494 | 2475 | 2459 |
|               | 2013 | 2015 | 2016 | 2017 | 2018 | 2019 | 2020 | 2021 | 2022 |